# Голая (приток Куртлака)
Голая — река, правый приток Куртлака, протекает по территории Клетского района Волгоградской области России. Длина реки — 21 км, площадь водосборного бассейна — 117 км². Годовой сток — 0,0004 км³. Расход воды — 0,013 м³/c.

## Описание
Голая начинается в месте слияния балок Солёная и Сибирькова к северо-востоку от урочища Головское. Генеральным направлением течения реки является юго-юго-запад. На территории хутора Верхнечеренский впадает в Куртлак.

## Данные водного реестра
По данным государственного водного реестра России относится к Донскому бассейновому округу, водохозяйственный участок реки — Чир, речной подбассейн реки — Дон между впадением Хопра и Северского Донца. Речной бассейн реки — Дон (российская часть бассейна).
Код объекта в государственном водном реестре — 05010300812107000009818.